# Гастон Ейскенс
Гастон Франсуа Марі, віконт Ейскенс (1 квітня 1905 , Лір, Антверпен  — 3 січня 1988 , Левен, Брабант ) (нід. Gaston Eyskens (Gaston François Marie)) — бельгійський політик, тричі прем'єр-міністр Бельгії — у 1949—1950, 1958—1961 та 1968—1973 роках. Член Католицького блоку, після Другої світової війни — Соціально-християнської партії, а після її розколу у 1968—1972 роках — Християнської народної партії.

## Біографія
Закінчив Левенський католицький університет і Колумбійський університет зі ступенем магістра. З 1931 року — професор у Левені; згодом став деканом економічного факультету. Пізніше його було визнано доктором honoris causa Колумбійським, Кельнським університетом та Єврейським університетом Єрусалима.
1939 року був обраний до Палати представників від Католицького блоку. У 1945 та 1947—1949 роках був міністром фінансів, 1950 року — міністром економіки. У 1947—1949 роках — віце-прем'єром.
11 серпня 1949 року сформував свій перший уряд, який також став першим кабінетом, який очолив член Соціально-християнської партії. Однак уже 8 червня 1950 року вийшов у відставку. Вдруге Ейскенс став прем'єр-міністром 1958 року, і його кабінет працював майже три роки, вийшовши у відставку 25 квітня 1961 року після серії потужних страйків. Після кризи, пов'язаної з розділенням його alma-mater, Левенського католицького університету, 17 червня 1968 року Ейскенс очолив уряд втретє та вийшов у відставку 26 січня 1973 року. Цей кабінет став останнім, який очолював представник Соціально-християнської партії — невдовзі вона розпалась на валлонську і фламандську. Ейскенс став членом фламандської Християнської народної партії, що нині відома під назвою «Християнські демократи і фламандці».
Його старший син Марк Ейскенс очолював уряд Бельгії упродовж восьми місяців 1981 року.